# زشت‌ماهی
زشت‌ماهی (نام علمی: Hydrolycus scomberoides) نام یک گونه از راسته تتراسانان است.
خطرناک‌ترین گونه ماهی در جهان Payara است، این ماهی به عنوان ماهی خون‌آشام در جهان شناخته می‌شود داشتن دندان‌های تیز و قوی این ماهی را قادر می‌سازد طعمهٔ خود را در یک لحظه بدرد و بخورد و به این نکته نیز می‌توان اشاره کرد که این ماهی خطرناک در آب‌های شیرین زندگی می‌کند.